# 上を向いて歩こう!
『上を向いて歩こう!』（うえをむいてあるこう!）は、1994年（平成6年）4月11日から6月27日までフジテレビ系「月9」枠で放送されたテレビドラマ。全12話。主演は西田ひかると舘ひろし。

## 内容
報道局に配属されたジャパンテレビ新入社員の細井千晶（西田ひかる）と鮫島徹（舘ひろし）の対立と、それを巡る周囲の混乱ぶりを描いたコメディ。

## キャスト
細井千晶
演 - 西田ひかる
テレビ局の新入社員。少々、太めなのを気にしている。突如、現れた鮫島と瞳父娘に振り回されてしまう。念願のテレビ局に入ったのは良いが、ドラマ希望という意に反して報道に配属されてしまい、仕事に熱意がない。
鮫島徹
演 - 舘ひろし
元野球選手。最多勝を何回も獲ったエースであったが、フリーエージェント宣言。しかし、どこからも声がかからず、現在は浪人の身。無類の女たらしだが、娘の瞳に仕送りを続けていた。好物はあんみつ。酒は一滴も飲めない。亀岡の説得で、渋々キャスターを引き受けるが、あくまでも現役復帰を目指しているため、あまり本腰ではない。現役時代の背番号は13（ここに秘密があると思われていた）。40歳。
木下涼
演 - 石田ゆり子
椿の恋人。仕事は沈着冷静にこなす。
椿雄司
演 - 高橋克典
千晶が想いを寄せる社員。酒癖が悪く、酔うとキス魔に豹変する。
伊藤瞳
演 - ともさかりえ
鮫島の娘で認知扱い。ちゃっかりした面があり、千晶の実家に居座ってしまう。「瞳」という名は、父の背番号に由来すると信じていた。
藤田辰夫
演 - 松澤一之
千晶の上司。千晶を「子豚」と揶揄するが、最終回では千晶の活躍を認め、「細井」と呼んだ。鮫島とソリが合わない。
細井瑞穂
演 - 酒井和歌子
千晶の母。甘味屋を経営する。呑気な性格で、千晶がテレビの前で失敗しても、むしろ喜んで親戚に知らせている。
高橋雅子
演 - 響野夏子
居酒屋店員
演 - 稲森いずみ ※女優デビュー・連続ドラマ初出演
亀岡次郎
演 - 片岡鶴太郎
報道局員。鮫島の幼なじみで高校時代のバッテリー。大事件や大事故の近くにいながら、いつも逃しているため「スクープ逃しの亀」と言われている。千晶に関心がある。
山田局長
演 - 伊武雅刀
瞳の母
演 - 阿木燿子
鮫島と交際中に妊娠するも、中絶不可まで隠し通した上で出産した経歴を持つ。やや脳天気でちゃっかりした性格。
その他
- 秋本奈緒美
- 深江卓次
- 内藤剛志
- 片岡夢麻呂（夢麻呂）
- 小野厚徳（アナウンサー）

## スタッフ
- 脚本：伴一彦
- 音楽：広瀬香美
- 主題歌：広瀬香美「ドラマティックに恋して」
- 企画：小林義和
- プロデュース：三宅川敬輔、栗原美和子
- 演出：石坂理江子、上川伸廣
- 制作：フジテレビ、イースト

## 放送日程
| 各話                                                       | 放送日        | タイトル                | 視聴率 |
| ---------------------------------------------------------- | ------------- | ----------------------- | ------ |
| 第1話                                                      | 1994年4月11日 | 子ブタ娘vsワニ男        | 18.9%  |
| 第2話                                                      | 1994年4月18日 | ポケベルが鳴りすぎて…!? | 15.7%  |
| 第3話                                                      | 1994年4月25日 | キ・ケ・ンな情事        | 14.3%  |
| 第4話                                                      | 1994年5月2日  | 秘かな恋の願い事        | 15.1%  |
| 第5話                                                      | 1994年5月9日  | 心を奪われた夜          | 12.4%  |
| 第6話                                                      | 1994年5月16日 | そして運命のキス        | 16.4%  |
| 第7話                                                      | 1994年5月23日 | すれ違いの理由…         | 14.1%  |
| 第8話                                                      | 1994年5月30日 | 涙がとまらない…         | 14.5%  |
| 第9話                                                      | 1994年6月6日  | 運命の…急接近           | 15.1%  |
| 第10話                                                     | 1994年6月13日 | きっと愛がある          | 18.5%  |
| 第11話                                                     | 1994年6月20日 | もう、あなただけ        | 16.2%  |
| 第12話                                                     | 1994年6月27日 | 離れたくない…           | 14.3%  |
| 平均視聴率 15.5%（視聴率は関東地区・ビデオリサーチ社調べ） |               |                         |        |

| フジテレビ系列 月曜9時枠の連続ドラマ   | フジテレビ系列 月曜9時枠の連続ドラマ        | フジテレビ系列 月曜9時枠の連続ドラマ |
| 前番組                                 | 番組名                                      | 次番組                               |
| -------------------------------------- | ------------------------------------------- | ------------------------------------ |
| この世の果て （1994.1.10 - 1994.3.28） | 上を向いて歩こう! （1994.4.11 - 1994.6.27） | 君といた夏 （1994.7.4 - 1994.9.19）  |